# Geert Hoes
Geert Hoes ('s-Hertogenbosch, 17 maart 1983) is een Nederlands acteur, presentator en musicalacteur/zanger. Hij is een zoon van de acteur Guus Hoes.

## Biografie
Bij het grote publiek werd Hoes bekend door zijn rol als Morris Fischer in Goede tijden, slechte tijden. Hij was ook te zien in de BNN-serie Costa! als Wolf. Sinds februari 2006 trad hij op als Mark Cremers in de telenovelle Lotte, die tot 9 april 2007 door Tien werd uitgezonden.
Daarnaast deed hij in maart 2006 ook mee in de zesde serie van het populaire televisieprogramma Wie is de Mol?, waar hij al in de eerste ronde het spel moest verlaten.
In 2007 schaatste hij in Sterren Dansen op het IJs van SBS6. Hij eindigde op de tweede plaats, na Sita Vermeulen. In 2007 was hij deelnemer in So You Wanna Be a Popstar.
Vanaf eind 2007 presenteerde Hoes voor SBS6 de programma's Lekker weg op het water en Lekker weg in Nederland. Vanaf 27 maart 2008 presenteerde hij ook Shownieuws bij SBS6. 
In 2010 presenteerde Hoes voor RTL 4 het lifestyleprogramma 4me en was hij tevens te zien in het programma WalkAway bij Net5. Ook was hij te zien in het programma De Pelgrimscode op Nederland 1. In 2010 en 2011 was hij voorts te zien in de Nederlandse theaters in de familiemusical De Gelaarsde Kat van Van Hoorne Theaterproducties. In seizoen 2011/2012 was hij te zien in de familiemusical Klein Duimpje en tussentijds presenteerde hij samen met Karin Bloemen het programma 100% TV voor SBS6.
Op 21 mei 2014 werd Hoes failliet verklaard door de Rechtbank Oost-Brabant waarna schuldeisers beslag lieten leggen op zijn privébezittingen.
In het theaterseizoen 2014-2015 speelde Geert Hoes in de kindermusical Sneeuwwitje van Van Hoorne Entertainment, met onder andere Maud Mulder.

## Discografie

### Dvd's
| Dvd's met hitnoteringen in de Nederlandse Music Top 30 | Datum van verschijnen | Datum van binnenkomst | Hoogste positie | Aantal weken | Opmerkingen   |
| ------------------------------------------------------ | --------------------- | --------------------- | --------------- | ------------ | ------------- |
| Sneeuwwitje                                            | 2015                  | 21-11-2015            | 16              | 8            | met o.a. Maud |